# Букенчі
Букенчі́ (каз. Бүкенші) — село у складі Жанасемейського району Абайської області Казахстану. Адміністративний центр Жиєналинського сільського округу.
Населення — 615 осіб (2021; 786 у 2009, 828 у 1999, 1099 у 1989).
Національний склад станом на 1989 рік:
- казахи — 100 %